# In Jest and Earnest
In Jest and Earnest è un cortometraggio muto del 1911 diretto da Lewin Fitzhamon.

## Trama
Una ragazza e dei cowboy si fingono indiani per spaventare un tipo. Questi, tempo dopo, li salva dai banditi.

## Produzione
Il film fu prodotto dalla Hepworth.

## Distribuzione
Distribuito dalla Hepworth, il film - un cortometraggio di 198 metri - uscì nelle sale cinematografiche britanniche nel novembre 1911.
Si conoscono pochi dati del film che, prodotto dalla Hepworth, fu distrutto nel 1924 dallo stesso produttore, Cecil M. Hepworth. Fallito, in gravissime difficoltà finanziarie, il produttore pensò in questo modo di poter almeno recuperare il nitrato d'argento della pellicola.